# Tetragnatha andamanensis
Tetragnatha andamanensis là một loài nhện trong họ Tetragnathidae.
Loài này thuộc chi Tetragnatha. Tetragnatha andamanensis được miêu tả năm 1977 bởi Tikader.